# Província de Kahramanmaraş
Kahramanmaraş (o simplement Maraş) és una província de Turquia. La seva capital provincial és Maraş.

## Districtes
La província de Kahramanmaraş es divideix en 11 districtes:
| - Afşin - Andırın - Çağlayancerit - Dulkadiroğlu | - Ekinözü - Elbistan - Göksun - Nurhak | - Onikişubat - Pazarcık - Türkoğlu |

## Història
Kahramanmaraş va ser coneguda històricament com a Maraix, i era ja un assentament en temps prehistòrics.
La ciutat rebé el títol de Kahraman (Heroica) de la Gran Assemblea Nacional Turca (TBMM) per la lluita heroica de la població civil local contra les forces d'ocupació angleses i més tard franceses, després de la Primera Guerra Mundial. D'aquí li ve el seu nom actual de Kahramanmaraş (literalment, l'heroica Maraix); fou una de les primeres ciutats "lliures" dins de la Guerra d'independència turca.

## Economia
Maraş ha estat històricament famós pel seu or. La indústria tèxtil és relativament nova i altament mecanitzada.

## Educació
La Universitat de Kahramanmaraş Sütçü İmam  és una universitat recentment fundada que imparteix carreres de ciències socials, llengua i tècniques així com medicina.

## Cuina
L'especialitat culinària més famosa de Maraş és el "Gelat de Maraix", disponible en gelateries especialitzades a tot Turquia i al món. El gelat té una consistència elàstica i se serveix amb ganivet i forquilla, i es fon a la boca mentre el mastega, com una bombolla de xiclet. Moltes vegades les postres turcs com künefe i baklava són acompanyats per un tall d'aquest gelat, especialment a l'estiu.